# 사수 (조선)
사수는 조선시대에 훈련도감과 속오군에 속하여 활을 사용한 군인들을 가리킨다. 또 정식 명칭은 궁병 또는 궁수로 부르기도 한다. 임진왜란 때 제승방략 체제가 무너지자 1593년(선조 26년), 영의정 유성룡 등의 건의로 훈련도감이 설치되고 포수, 사수, 살수 등으로 소속이 나뉘는데, 포수는 대포나 총통, 비격진천뢰나 조총을, 사수는 불화살과 화살을, 살수는 창과 칼을 썼다. 그 중에서도 사수부대는 활을 사용했는데 주로 화살과 불화살을 썼다. 하지만 17세기 중후반에 들어서면서 보병에서의 포수의 비율이 증가함에 따라 사수와 살수는 점차 소멸되어 1682년에는 중앙군 5군영에서 살수와 사수 도합 4천만 남게된다.

## 같이 보기
- 포수  (조선)
- 살수  (조선)